# Archidiocèse de Shenyang

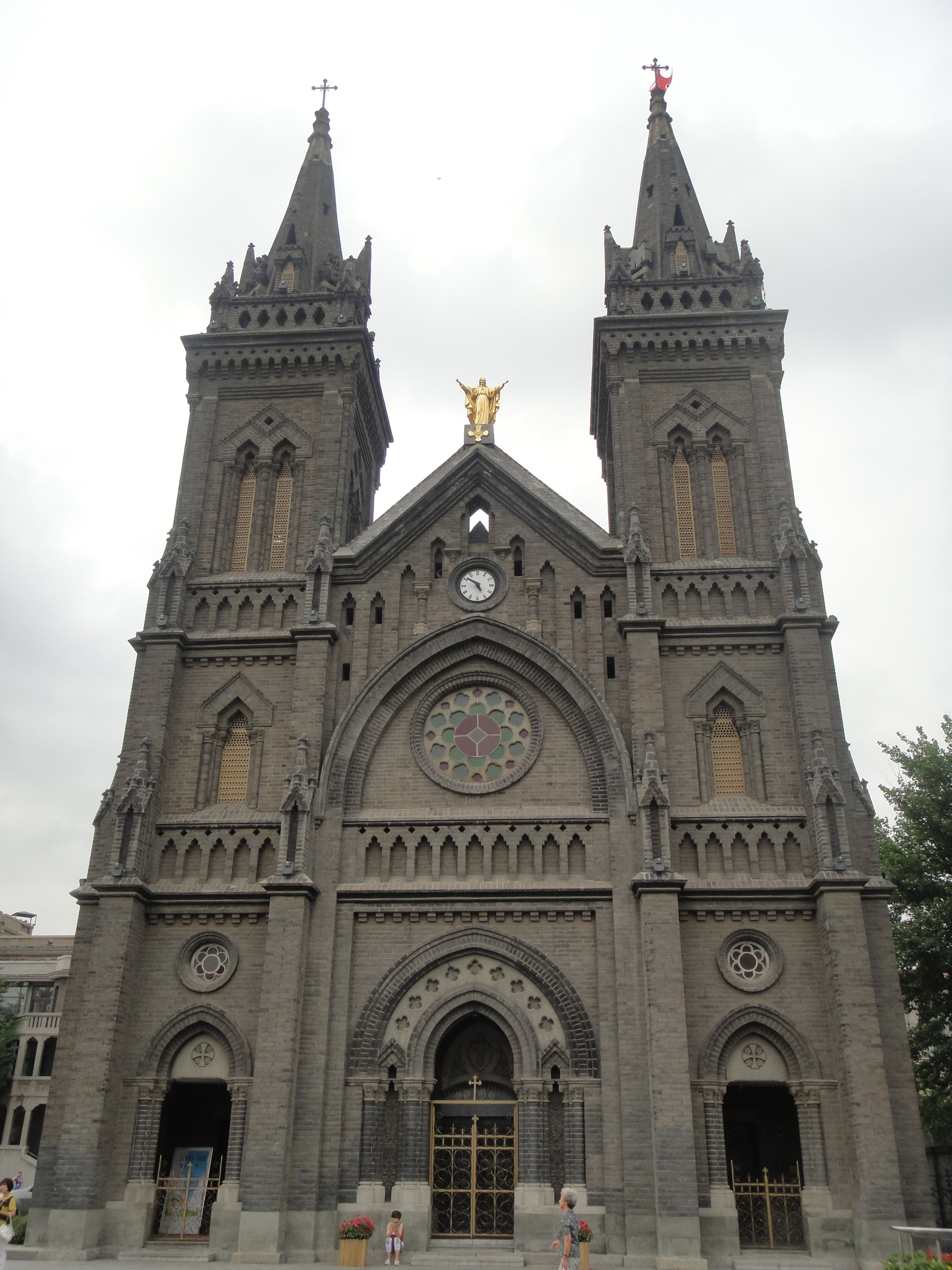
Cathédrale du Sacré-Cœur de Shenyang.

L'archidiocèse de Shenyang (Archidioecesis Fomtienensis) est un siège métropolitain de l'Église catholique en République populaire de Chine. Le siège est juridiquement vacant.

## Territoire
Pour le Saint-Siège, l'archidiocèse comprend une partie de la province du Liaoning en Mandchourie; mais pour les autorités gouvernementales, l'archidiocèse s'étend sur la province entière.
Le siège archiépiscopal se trouve à Shenyang (Moukden en mandchou), où se trouve la cathédrale du Sacré-Cœur, construite par les Français.

## Histoire

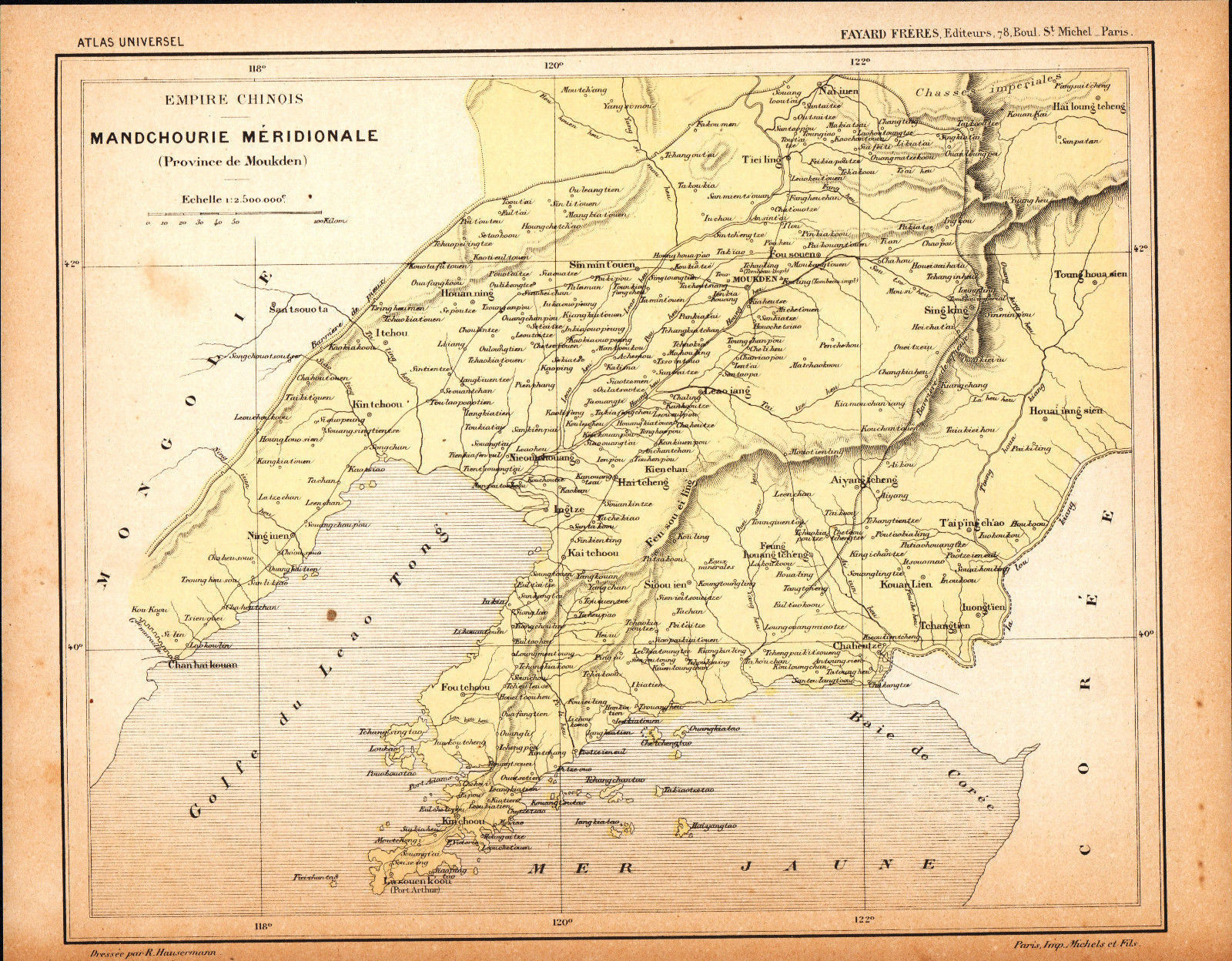
Carte de Mandchourie-Méridionale

En 1696, la Mandchourie fait partie du diocèse de Pékin et placée sous le patronage des Portugais. En 1778, les derniers jésuites demandent d'ériger un évêché à Moukden (capitale de la Mandchourie) sans résultat et en 1787, Mgr de Govea vient visiter les missions de la péninsule du Leao-tong (Liaodong aujourd'hui). Elles accueillent des chrétiens fugitifs pendant les persécutions de 1796, 1805 et 1815. Le vicariat apostolique du Leao-tong est érigé le 14 août 1838 par le bref Ex debito de Grégoire XVI, recevant son territoire du diocèse de Pékin (aujourd'hui archidiocèse). Il comprend à l'origine tous les territoires au nord de la Grande Muraille de Chine, c'est-à-dire la Mandchourie et la Mongolie (Intérieure et Extérieure), régions qui formaient ce que l'on appelait alors la Tartarie. L'œuvre d'évangélisation de cet immense territoire est confiée en 1839 à la Société des missions étrangères de Paris.
Deux années plus tard, le 28 août 1840, les deux régions sont séparées en deux vicariats apostoliques distincts : le vicariat apostolique de la Mongolie (aujourd'hui diocèse de Chongli-Xiwanzi) et le vicariat apostolique du Liao-toung et de la Mandchourie. Ce dernier comprend la Mandchourie (dont les contours ne sont pas alors très bien définis, par rapport à la circonscription ecclésiastique voisine de la Mongolie). Mgr Emmanuel Verrolles, vicaire apostolique de l'époque, dut faire un voyage à Rome afin d'éclaircir les délimitations de sa mission. Il construit plusieurs églises et se fait aider des religieuses de la congrégation de la Providence de Portieux qui ouvrent des écoles et des orphelinats.
Le 10 mai 1898, la Mandchourie est divisée en deux vicariats apostoliques à la requête de Mgr Laurent Guillon : celui de la Mandchourie-Septentrionale (aujourd'hui diocèse de Jilin) et le vicariat apostolique de la Mandchourie-Méridionale (à l'origine de l'archidiocèse actuel). Il y alors en Mandchourie-Méridionale 25 postes de mission et plus de 230 chrétientés, pour plus de 20 000 fidèles et deux séminaires de 49 étudiants en tout, ainsi que 78 écoles de garçons pour 1 233 élèves et 69 écoles de filles pour 1 595 élèves et 14 orphelinats. Pendant la révolte des Boxers en 1900, de nombreuses chrétientés sont détruites et des chrétiens massacrés. Deux cents fidèles sont brûlés vif dans la cathédrale de Moukden et le vicaire apostolique, Mgr Laurent Guillon, y trouve la mort (décapité avant que les incendiaires n'y mettent le feu) avec un missionnaire, un prêtre chinois et deux religieuses. 
Mais le 8 février 1904 commença la guerre russo-japonaise. À la suite de la défaite des Russes à Moukden, le 11 mars 1905, tout le district de Moukden se trouva enclavé dans la zone d'opérations militaires, et il fallut accueillir de nombreux réfugiés chassés par la guerre. Dès lors la Mandchourie entre dans la zone d'influence japonaise. En 1924, à la suite d'une décision du synode des vicaires apostoliques de Chine, le vicariat apostolique de Mandchourie-Méridionale prend le nom de vicariat apostolique de Moukden (ou de Fengtian, du nom de la région). La région est alors dans l'orbite de l'empire du Japon et intégrée au Mandchoukouo, satellite du Japon, en 1931. 
Le 2 août 1929 et le 4 février 1932, le vicariat cède des portions de son territoire respectivement à l'avantage de la nouvelle préfecture apostolique de Szepingkai (aujourd'hui diocèse de Siping) et d'autre part de la préfecture apostolique de Fushun (aujourd'hui diocèse). Le 15 août 1945, le Mandchoukouo cesse d'exister après l'invasion soviétique de la Mandchourie et le vicariat apostolique de facto réintégré à la Chine (il en était toujours attaché de jure).
Le 11 avril 1946, sentant venir le péril communiste, Pie XII par sa bulle Quotidie Nos concède une hiérarchie ordinaire à la Chine et le vicariat apostolique de ce fait est élevé au rang d'archidiocèse métropolitain.
Le 14 juillet 1949, l'archidiocèse cède une autre portion de territoire à l'avantage du nouveau diocèse de Yingkou. En octobre 1949, l'ensemble de la Chine tombe sous le joug communiste et en deux ans, tous les missionnaires étrangers sont expulsés, leurs œuvres anéanties et les chrétiens entrent dans une longue ère de persécution. Une « association patriotique » est mise en place pour se substituer aux décisions du Saint-Siège. 
À partir des années 1980, les différents cultes chrétiens sont désormais tolérés, mais placés sous étroite surveillance, tandis que nombre d'ecclésiastiques sont toujours sous les verrous. En 1981, les autorités imposent l'unification des diocèses de Fushun de Jinzhou et de Yingkou avec l'archidiocèse, décision non reconnue par Rome. L'ensemble prend le nom d'archidiocèse du Liaoning, sans autorisation du Saint-Siège.

## Ordinaires
- Emmanuel-Jean-François Verrolles[10], M.E.P. † (11 décembre 1838 - 29 avril 1878 décédé)
- Constant Dubail, M.E.P. † (23 mai 1879 - 7 décembre 1887 décédé)
- Louis-Hippolyte-Aristide Raguit, M.E.P. † (23 mars 1888 - 17 mai 1889 décédé)
- Laurent Guillon, M.E.P. † (28 décembre 1889 - 2 juillet 1900 martyrisé par décapitation)
- Marie-Félix Choulet, M.E.P. † (21 février 1901 - 1er juillet 1920 démission)
- Jean-Marie-Michel Blois, M.E.P. † (19 décembre 1921 - 18 mai 1946 décédé)
- Ignace P'i-Shu-Shih † (26 juillet 1949 - 16 mai 1978 décédé)
  - Sede vacante
  - Paul Xu Zhen-jiang † (24 juillet 1981 consacré - 22 juin 1984 décédé), non reconnu par Rome
  - Laurent Zhang Huai-liang † (16 octobre 1988 consacré - avril 1989 décédé), non reconnu par Rome
  - Pie Jin Peixian † (21 mai 1989 consacré - 29 juin 2008 retraite), non reconnu par Rome
  - Paul Pei Junmin, depuis le 29 juin 2008, (Voir:  http://www.asianews.it/news-en/Bishop-Mgr-Pei-Junmin-ordained-with-Pope%27s-approval-6111.html )

## Diocèses suffragants
- Diocèse de Chifeng,
- Diocèse de Fushun,
- Diocèse de Jilin,
- Diocèse de Jinzhou,
- Diocèse de Siping,
- Diocèse de Yanji,
- Diocèse de Yingkou.

## Statistiques
L'archidiocèse à la fin de l'année 1950 comptait pour une population de 5.040.154 habitants un nombre de 11.767 baptisés (0,2%).